# Богдан (Добричская область)
Богдан (болг. Богдан) — село в Болгарии. Находится в Добричской области, входит в общину Добричка. Население составляет 164 человека.

## Политическая ситуация
Кмет (мэр) общины Добричка — Петко Йорданов Петков (Болгарская социалистическая партия) по результатам выборов.